# Огден (Јута)
Огден (енгл. Ogden) град је у америчкој савезној држави Јута.

## Демографија
По попису из 2010. године број становника је 82.825, што је 5.599 (7,3%) становника више него 2000. године.
| Група             | 2000.          | 2010.          |
| Белци             | 54.216 (70,2%) | 52.557 (63,5%) |
| Афроамериканци    | 1.785 (2,3%)   | 1.821 (2,2%)   |
| Азијати           | 1.105 (1,4%)   | 1.029 (1,2%)   |
| Хиспаноамериканци | 18.253 (23,6%) | 24.940 (30,1%) |
| Укупно            | 77.226         | 82.825         |